# Литургика
Литу́ргика — богословская дисциплина, изучающая христианское церковное богослужение, где главное место занимает Божественная Литургия.
Основные отделы литургики — гимнография и эортология.
Богослов архимандрит Киприан (Керн) разделял литургику на три части: церковный устав, историческая литургика и литургическое богословие.

## История

### Литургика до XVII века
Первые толкования на христианские богослужебные обряды появляются ещё в период неразделенной Церкви. Они принадлежат св. Исидору Гиспальскому, Валафриду Страбону, Амаларию Мецскому и др. Данные толкователи опирались в том числе на сведения об историческом происхождении описываемых обрядов.
Первые попытки систематизировать данные различных типиконов можно найти в работах Никона Черногорца (XI век), который написал два крупных сборника по различным вопросам церковной практики, в первую очередь каноническим и дисциплинарным. Пытаясь согласовать различные источники, Никон Черногорец проделал определенную научную работу, что позволило, например, И. Д. Мансветову при исследовании практики постов православной Церкви опираться на трактаты Никона, как на один из основных источников. Некоторые литургические наработки можно найти также в работах византийских канонистов XII века (Вальсамона и других).
К этому времени в Западной Церкви начинают появляться систематические литургические толкования и комментарии, среди которых наиболее известен трактат «Изъяснение божественных служб» Вильгельма Дуранда.
В XIV—XV веках получила развитие и православная литургика, когда из под пера св. Никифора Ксанфопула, св. Николая Кавасилы и свт. Симеона Солунского выходят систематические толкования и комментарии на православные богослужебные обряды. Затем следует короткий всплеск литургической мысли в связи с проведением Ферраро-Флорентийского собора, после чего исследования резко обрываются в связи с падением Константинополя. Греческие авторы хотя делали некоторые попытки научного рассмотрения истории богослужения и его сравнения с латинской традицией, тем не менее в целом следовали принципу символического толкования, ставшим главной чертой византийской литургической мысли.
Тем временем схоластическая литургика продолжала развиваться. В эпоху Возрождения ее основными направлениями становятся комментирование хода службы и антикварная литургика — собирание и исследование старых рукописей богослужебных книг, что было вызвано подготовкой литургической реформы и полемикой с православными. Там же впервые появляется термин «литургика» (в XVI веке).
В конце XVI—XVII вв. вновь оживает восточная богословская мысль, что было связано с необходимостью дать православный ответ на полемику со стороны католиков и протестантов. Однако православные исследователи того времени сами тяготеют к католической схоластике (в частности митрополита Петра Могилы). Константинопольский патриарх Кирилл Лукарис и вовсе подпадает под калвинистское влияние, так что другие православные иерархи вынуждены вести борьбу с его искаженным учением. В результате побеждает православная сторона, которая на Иерусалимском соборе 1672 года принимает «Исповедание православной веры», написанное патриархом Иерусалимским Досифеем II.
В Новое время западная литургика разворачивается в сторону исследования истории католического богослужения с привлечением большой источниковой базы. При этом крупный литургист, ставший одним из основателей византоведения, Жак Гоар проводит фундаментальные исследования не только западного, но и восточного обряда, хотя эти исследования и ведутся в схоластическом русле. Эта огромная работа создает с одной стороны хорошую базу источников для будущего развития литургики в Восточной Церкви, но с другой обуславливает будущую зависимость последней от западной мысли.

### Схоластическое влияние в литургической науке XVIII века
Вся православная наука XVII века начинает все больше тяготеть к латинизму, особенно в Киевской митрополии, которая вынуждена была бороться с католической унией, но боролась теми же средствами, что и оппоненты. С Киева схоластика проникает и в Российскую Церковь. В этой обстановке глотком свежего воздуха стал приезд в Россию братьев Лихудов, которые не только создают первую в истории Церкви высшую православную духовную школу, но и вносят весомый вклад в православную литургику в ходе борьбы с проникшими туда ересями. Выпускники этой академии, начали создавать новгородские духовные школы.
В результате реформ Петра I академия Лихудов была переделана по западному образцу в схоластическом духе, в результате чего академическая церковная наука замерла практически на целое столетие. Не было развития и в поместных Церквах Востока. Однако насаждённые Лихудами ростки православного богословия продолжали жить в многочисленных учениках и их последователях как в Российской Империи, так и за рубежом.
В 1792 году петербургский митролпит Гавриил (Петров) издает первую отечественную книгу по литургике — «О служении и чинопоследованиях Православной Греко-Российской Церкви». Хотя какой бы то ни был научный анализ в книге отсутствовал и уровень изложения оставлял желать лучшего, на неё отозвался епископ Евгений (Вулгарис) — духовный писатель греко-болгарского происхождения, который сделал перевод этой книги на греческий язык, опубликованный в Петербурге в 1799 году. Его приемник по кафедре архиепископ Никифор (Феотоки) в своих глубоких сочинениях по сакраменталогии объединил греческую и русскую богословские традиции, и в результате контактов обоих иерархов с представителями движения колливадов в грекоязычном мире усилился интерес к литургическим вопросам, особенно к богословию Евхаристии.
В академической среде XVIII — начала XIX веков большой популярностью пользовались литургические исследования западных авторов. Основным учебным пособием по литургике на протяжении всего XIX века была книга архиепископа Вениамина (Краснопевкова-Румовского) «„Новая Скрижаль“ или объяснение о Церкви, о литургии и о всех службах и утварях церковных» (М., 1803), которая сменила пособие митрополита Гавриила. Изложение в ней носило схоластический характер, так что уже к 1860-м годам начало вызывать недовольство и критику, однако она выдержала 18 изданий: 9 на церковнославянском и 9 на русском языке. Как оказалось впоследствии, в основу «Новой скрижали» лёг трактат «Евхологий, то есть Греческий ритуал» доминиканца Гоара.
В это время начинается новый этап развития литургики и связан он в первую очередь с возрождением российской богословской науки.

### Исторический подход и создание академической литургической науки в XIX века
Первая половина XIX века является поворотной в истории российского духовного образования.
«В течение столетия питавшееся соками западной, в основном протестантской, науки, русское богословие ощутило острую необходимость встать на собственные ноги, а это означало не что иное, как самостоятельное обращение к источникам»
Благодаря реформированию духовной школы митрополитами Платоном и Филаретом происходит возвращение к православным духовным корням, к Преданию Церкви и создание нового — исторического подхода в богословской науке, когда богословие и все смежные дисциплины начинают рассматриваться в контексте их духовно-исторического развития, что и дает в результате ключи к решению многих спорных вопросов и системный взгляд на всю церковную науку.
В результате этого так называемого «исторического подъёма» появляются исследования И. И. Дмитриевского «Историческое, догматическое и таинственное изъяснение на литургию» (1803) и архиепископ Мефодия (Смирнова) — об истории чинопоследования таинств (в рамках труда по истории церкви, 1805).
В 1830-е годы создаются кафедры литургики в духовных академиях, публикуются исследования протоиерея Г. С. Дебольского и архим. Иннокентия (Борисова), переводятся на русский язык древние литургические тексты (напр., Великого канона прп. Андрея Критского), появляется множество научно-популярных статей о богослужении.
В 1840—1860-х годах ключевой фигурой в отечественной литургике стал профессор В. И. Долоцкий.
В «Русском биографическом словаре Половцева» в статье русского и советского библиотечного деятеля, книговеда, библиографа и историка К. Я. Здравомыслова «Долоцкий, Василий Иванович» указано: «В. И. Долоцкого называют создателем науки литургики». В одноимённой статье «ЭСБЕ» за авторством российского богослова Н. И. Барсова также говорится, что «По выражению историографа СПБ. духовной академии, он „создал науку литургики“».

## Учёные-исследователи литургики
- Долоцкий, Василий Иванович
- Скабалланович, Михаил Николаевич
- Хуан Матеос
- Мигель Арранц[14].
- Дмитриевский, Алексей Афанасьевич
- Мансветов, Иван Данилович
- Успенский, Николай Дмитриевич
- Роберт Фрэнсис Тафт
- Поликарп (Розанов)
- Булгаков, Сергей Николаевич
- Никольский, Константин Тимофеевич
- Иоанн (Маслов)